# F-15SE Silent Eagle
De F-15SE Silent Eagle is een voorgestelde upgrade van Boeings F-15E Strike Eagle waarbij deze vijfde generatie (stealth) eigenschappen zoals inwendige wapenopslag en radarabsorberend materiaal zal krijgen.